# Philine constricta
Philine constricta is een slakkensoort uit de familie van de Philinidae. De wetenschappelijke naam van de soort is voor het eerst geldig gepubliceerd in 1906 door Murdoch & Suter.